# Saint-Morillon
Saint-Morillon là một xã trong tỉnh Gironde, thuộc vùng Nouvelle-Aquitaine của nước Pháp, có dân số là 1083 người (thời điểm 1999). xã nằm trong vùng đô thị của thành phố Bordeaux. Trong khi Saint-Morillon trong năm 1962 chỉ có 475 dân cư thì năm 1999 dân số đã là 1.083 người. Saint-Morillon là một nơi trồng nho trong vùng trồng nho Graves.

## Nhân khẩu học
| 1962 | 1968 | 1975 | 1982 | 1990 | 1999  |
| ---- | ---- | ---- | ---- | ---- | ----- |
| 475  | 507  | 566  | 722  | 846  | 1 083 |